# Paul Wanner
Paul Wanner (Dornbirn, 2005. december 23. –) német–osztrák származású labdarúgó, posztját tekintve középpályás. A Bundesligában szereplő Bayern München játékosa.

## Pályafutása

### Klubcsapatokban

#### Bayern München

##### Ifjúsági karrier
2018-ban 12-évesen csatlakozott a bajorokhoz. A 2020/21-es szezonban az U16-os csapatban szerepelt, 2021 nyarán 15-évesen felkerült az U19-es csapatba, ahonnan néha játszott az U17-es korosztályban is

##### A felnőttcsapatban
2022. január 7-én a klub akkori edzője, Julian Nagelsmann hívta be a keretbe a 2021/22-es idény; 18. forduljában a Borussia Mönchengladbach elleni bajnokira, és a 75. percben Marc Roca-t váltva játszotta pályafutása első élvonalbeli mérkőzését; 16 évesen, és 15 naposan: ezzel a Bayern München legfiatalabb, míg a Bundesliga második-legfiatalabb játékosa lett. Október 12-én 16 éves és 293 naposan a Bayern legfiatalabb játékosa lett az UEFA-bajnokok ligájában, amikor a második félidőben Dayot Upamecano csereként lépett pályára a Viktoria Plzeň elleni idegenbeli 4–2-re megnyert mérkőzésen. 2023. január 31-én hivatalosan is a felnőttcsapat tagja lett, plusz 5 évre szóló szerződést kötöttek vele.

##### Kölcsönben
2023. szeptember 1-jén az Elversberg csapata szerződtette kölcsönben. Kétnappal később a VfL Osnabrück ellen gólpasszal mutatkozott be. Október 20-án az Eintracht Braunschweig ellen megszerezte első bajnoki gólját a 3–0-ra megnyert találkozón.
2024. június 24-én az 1. FC Heidenheim a 2024–25-ös szezon végéig kölcsönben szerződtette. Augusztus 17-én megszerezte első gólját az FC 08 Villingen elleni 4–0-s idegenbeli győzelem során a Német Kupában. Egy héttel később megszerezte első Bundesliga-gólját a St. Pauli elleni 2–0-s idegenbeli győzelem során. Négy nappal később megszerezte első gólját a Konferencia Ligában a BK Häcken ellen 3–2-re megnyert rájátszás visszavágóján. A következő bajnoki mérkőzésen büntetőből volt eredményes az Augsburg ellen, ezzel ő lett a Bundesliga történetének legfiatalabb játékosa, aki ezt elérte.

### A válogatottban
Bekerült a 2022-es U17-es labdarúgó-Európa-bajnokságon pályára lépő válogatottba. A selejtező során hat alkalommal lépett pályára és ezeken a találkozókon három gólt szerzett. 2022. május 16-án a csoportkör első találkozóján Olaszország ellen 3–2-re megnyert mérkőzésen a 27. percben volt eredményes. 2022 novemberében Ralf Rangnick meghívta az osztrák válogatott keretébe, de pályára nemlépett. 2024 októberében behívták a német U21-es csapatba. 2025 májusában az U21-es labdarúgó-Európa-bajnokságot választotta a FIFA-klubvilágbajnokság helyett.

## Magánélete
Paul rendelkezik osztrák állampolgársággal, anyja osztrák.
Apja, Klaus gépészmérnök és egykori labdarúgó-középpályás volt. Kapitányként segítette az Austria Lustenau-t, mellyel feljutottak az osztrák Bundesliga másodosztályába, és bejutott az Osztrák Kupa nyolcaddöntőjébe 1991–1992-ben.

## Statisztika
2025. május 17-i állapot szerint.
| Klub                       | Szezon   | Bajnokság           | Bajnokság | Bajnokság | Kupa  | Kupa  | Nemzetközi | Nemzetközi | Egyéb | Egyéb | Összes | Összes |
| Klub                       | Szezon   | Liga                | Mérk.     | Gólok     | Mérk. | Gólok | Mérk.      | Gólok      | Mérk. | Gólok | Mérk.  | Gólok  |
| -------------------------- | -------- | ------------------- | --------- | --------- | ----- | ----- | ---------- | ---------- | ----- | ----- | ------ | ------ |
| Bayern München II          | 2022–23  | Regionalliga Bayern | 5         | 0         | —     | —     | —          | —          | —     | —     | 5      | 0      |
| Bayern München II          | 2023–24  | Regionalliga Bayern | 3         | 1         | —     | —     | —          | —          | —     | —     | 3      | 1      |
| Bayern München II          | Összesen | Összesen            | 8         | 1         | 0     | 0     | 0          | 0          | 0     | 0     | 8      | 1      |
| Bayern München             | 2021–22  | Bundesliga          | 4         | 0         | 0     | 0     | 0          | 0          | —     | —     | 4      | 0      |
| Bayern München             | 2022–23  | Bundesliga          | 2         | 0         | 0     | 0     | 2          | 0          | —     | —     | 4      | 0      |
| Bayern München             | 2023–24  | Bundesliga          | 0         | 0         | 0     | 0     | 0          | 0          | —     | —     | 0      | 0      |
| Bayern München             | Összesen | Összesen            | 6         | 0         | 0     | 0     | 2          | 0          | 0     | 0     | 8      | 0      |
| SV Elversberg (kölcsön)    | 2023–24  | 2. Bundesliga       | 28        | 6         | 0     | 0     | —          | —          | —     | —     | 28     | 6      |
| SV Elversberg (kölcsön)    | Összesen | Összesen            | 28        | 6         | 0     | 0     | 0          | 0          | 0     | 0     | 28     | 6      |
| 1. FC Heidenheim (kölcsön) | 2024–25  | Bundesliga          | 30        | 3         | 2     | 1     | 8          | 2          | —     | —     | 40     | 6      |
| 1. FC Heidenheim (kölcsön) | Összesen | Összesen            | 30        | 3         | 2     | 1     | 8          | 2          | 0     | 0     | 40     | 6      |
| Összesen                   | Összesen | Összesen            | 72        | 10        | 2     | 1     | 10         | 2          | 0     | 0     | 84     | 13     |

## Sikerei, díjai
- Bayern München
  - Bundesliga: 2021–22, 2022–23